# Mathurin Sédillez
Mathurin Louis Étienne Sédillez est un homme politique français né le 19 décembre 1745 à Nemours (Seine-et-Marne) et mort le 24 septembre 1821 au même lieu.

## Biographie
Avocat à Nemours sous l'Ancien Régime, il est procureur du roi à la maîtrise des eaux et forêts. Président de l'administration du district de Nemours puis président du tribunal de district, il est député de Seine-et-Marne de 1791 à 1792. Arrêté et emprisonné sous la Terreur, il est élu député au Conseil des Anciens le 27 germinal an VI. Favorable au coup d'État du 18 Brumaire, il devient membre du Tribunat de 1800 à 1804. Il est de nouveau député de Seine-et-Marne de 1811 à 1815.

## Sources
- « Mathurin Sédillez », dans Adolphe Robert et Gaston Cougny, Dictionnaire des parlementaires français, Edgar Bourloton, 1889-1891 [détail de l’édition]